# 1724 au Canada
Pour un article plus général, voir Chronologie du Canada.
Cet article traite des événements qui se sont produits durant l'année 1724 au Canada.

## Événements

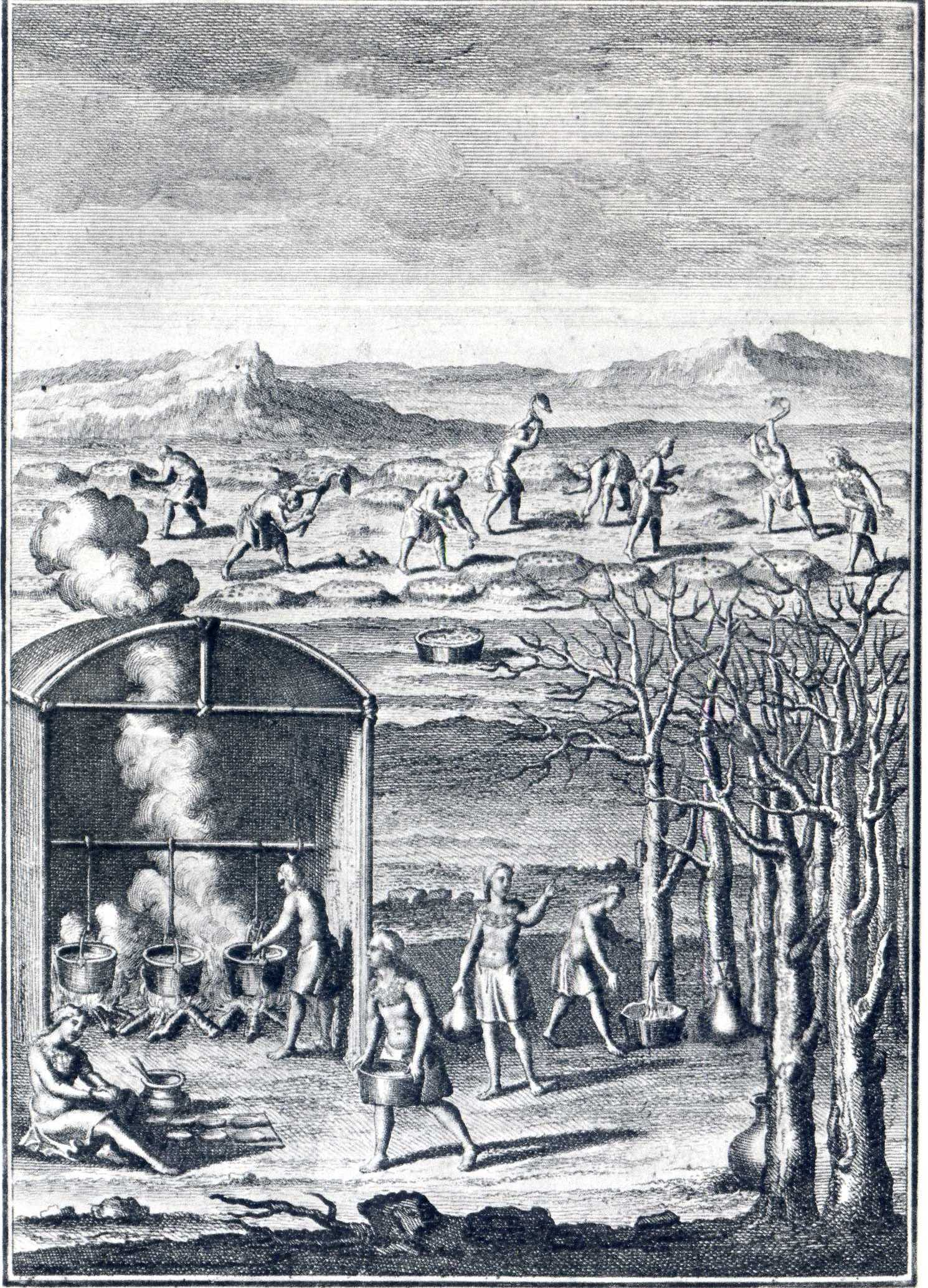
Fabrication du sirop d’érables par les Amérindiens en Nouvelle-France (XVIIIe siècle). Gravure apparaissant dans les mœurs de Joseph François Lafitau

- 22 février : Edme-Nicolas Robert est nommé Intendant de la Nouvelle-France ; il s’embarque à La Rochelle, mais il meurt en mer le 24 juillet sur le vaisseau qui l’amène de la France vers Québec[1].
- 22 août : bataille de Norridegewock dans la Guerre anglo-wabanaki. Le village est pris par les Anglais, qui tuent quatre-vingts Amérindiens et le père Sébastien Rale[2]. Des abénakis vont se réfugier au Canada dont à Odanak.
- 9 septembre : Charles II Le Moyne devient gouverneur de Montréal[3].
- 13 septembre : ouverture des registres de la paroisse de Saint-Pierre-du-Portage, aujourd’hui L’Assomption, par le curé Pierre Lesueur[4].

- Un recensement de la forteresse de Louisbourg indique qu’il y habite 890 personnes[5].
- Pierre-François-Xavier de Charlevoix fait publier le livre La vie de la mère Marie de l’Incarnation.

## Naissances
- 24 janvier : Frances Brooke, première auteure d'une nouvelle au Canada († 23 janvier 1789).
- 28 février : George Townshend, officier militaire britannique († 14 septembre 1807).
- 20 mars : Louis Pennisseaut, négociant et munitionnaire français, actif au Canada à partir de 1747, un des inculpés dans l'Affaire du Canada en 17961-1763 († 12 septembre 1771).
- 30 avril : Jean-Baptiste de la Brosse, missionnaire († 11 avril 1782).
- 16 août : Aaron Hart, homme d'affaires et fondateur de la communauté juive au Canada († 28 décembre 1800).
- 3 septembre : Guy Carleton, militaire et gouverneur colonial britannique († 10 novembre 1808).
- Jean de Lisle, notaire et fonctionnaire († 11 mars 1819).

## Décès
- 23 août : Sébastien Racle, missionnaire Jésuite chez les abénakis (° 4 janvier 1652).
- Claude de Ramezay, gouverneur de Montréal (° 1659).
- Henry Kelsey, explorateur pour la compagnie de la Baie d'Hudson (° 1667).